# The Sign of Four (1923)
The Sign of Four é um filme mudo do gênero mistério produzido no Reino Unido e lançado em 1923.